# 奧里塔M1941衝鋒槍
奧里塔M1941（Md. 1941 Oriţa）是羅馬尼亞於二次大戰期間研製的衝鋒槍，發射9×19公釐帕拉貝倫彈。

## 歷史
奧里塔M1941是由羅馬尼亞軍官馬丁·奧里塔（Martin Oriţa）於1941年研製（據說捷克的槍械設計師也曾參與設計），該槍於1943年成為羅馬尼亞軍隊的制式裝備，並由Cugir兵工廠負責生產。在二戰結束後奧里塔M1941及其改型繼續地被羅馬尼亞軍隊裝備至1970年代才完全淘汰。

## 設計
奧里塔M1941是一件以反沖作用，並採用開放式槍栓運作的武器，其拉機柄位於機匣左邊，擊發時不會跳動。早期型附有按鈕式手動保險裝置，位於扳機護圈前面，快慢機則位於槍的右則，並同樣地位於扳機護圈前面。後期型的保險裝置改為槓桿式設計，並移除了快慢機。在外形設計方面奧里塔M1941採用了木製的卡賓槍型槍托，並附有可調式的後準星（表尺）。

## 使用國
- 罗马尼亚王国
- 罗马尼亚社会主义共和国

## 流行文化

### 電子遊戲
- 2021年—《應徵入伍》：與安東合併前的付費小隊武器，現已絕版。
- 2022年—《蔚藍檔案》：大野月夜的固有武器「月夜流衝鋒鎗」原型。

## 另見
- MP40
- MP41
- PPSh-41
- PPS-43

## 外部連結
- Modern Firearms （页面存档备份，存于）